# Isaac Isitan
Isaac Isitan est un réalisateur québécois.

## Biographie
Né en Turquie et fils de paysans, Isaac Isitan étudie le Droit à l'Université d'Istanbul avant de se lancer dans la production et la réalisation. En Turquie, il fonde un collectif, soit le groupe Cinéma du Peuple, produit et réalise plusieurs films. Il est aussi correspondant pour ABC du Moyen-Orient de 1978 à 1980, date à laquelle il émigre au Canada où il signe de nombreux documentaires et une centaine de reportages à caractère sociopolitique.
Il a obtenu plusieurs prix pour Les Femmes de la Brukman, dont le grand prix au FIGRA 2009, le prix du meilleur documentaire d'investigation au festival DocLisboa du jury et des universitaires, remporte le World Documentary Cinema Competition et obtient la mention du meilleur film au Festival du film de Sundance.

## Filmographie
- 1976 : Une calamité naturelle
- 1977 : Le massacre du 1er mai '77
- 1977 : La résistance du 2 septembre
- 1978 : Kahramanmarash accuse
- 1984 : Les garderies qu'on veut, coréalisateur avec Carole Poliquin
- 1988 : L'hypnose, reportage, coréalisateur avec Carole Poliquin
- 1991 : Le vaudou
- 1993 : L'arbre du retour
- 1997 : Par tous les moyens nécessaires
- 1999 : Gangs, la loi de la rue
- 2003 : L'argent
- 2008 : Les femmes de la Brukman